# Lawrence Hilton-Jacobs
Pour les articles homonymes, voir Hilton et Jacobs.
Lawrence Hilton-Jacobs, né le 4 septembre 1953 à New York, États-Unis d'Amérique, est un acteur, réalisateur, chanteur et compositeur américain.

## Filmographie

### Comme acteur
- 1974 : Claudine : Charles
- 1974 : Un justicier dans la ville (Death Wish) : Mugger
- 1974 : Le Flambeur (The Gambler) de Karel Reisz : Street basketball boy
- 1975-1979 : Welcome Back, Kotter (feuilleton TV) : Freddie Washington
- 1975 : Cooley High de Michael Schultz : Richard "Cochise" Morris
- 1977 : Racines ("Roots") (feuilleton TV) : Noah
- 1978 : Youngblood : Rommel
- 1978 : The Comedy Company (TV) : Russell Dodd
- 1980 : For the Love of It (TV) : Al
- 1985 : The Annihilators : Garrett Floyd
- 1984 : La Ligne de chance ("Rituals") (série TV) : Lucky Washington (1985)
- 1988 : Paramedics de Stuart Margolin : Blade Runner
- 1989 : Pour la mort d'un flic (en) (L.A. Heat) : Jon Chance
- 1989 : Guerrero del Este de Los Angeles : Chesare
- 1989 : L.A. Vice : Det. Jon Chance
- 1989 : Alien Nation (TV) : Sergeant Dobbs
- 1990 : Kill Crazy (vidéo) : Rubin
- 1990 : Angels of the City : Detective Jon Chance
- 1990 : Chance : Jon Chance
- 1991 : Quiet Fire : Jesse Palmer
- 1992 : La Famille Jackson (The Jacksons: An American Dream) (TV) : Joseph Jackson
- 1993 : Tuesday Never Comes : Druilet
- 1993 : Indecent Behavior : Lou Parsons
- 1997 : Raz de marée: Alerte sur la côte (en) (Tidal Wave: No Escape) (TV) : Marlan Clark
- 1999 : Mr. Right Now! (vidéo)
- 2001 : Southlander : Motherchild
- 2002 : Hip, Edgy, Sexy, Cool
- 2002 : The Streetsweeper
- 2003 : Killer Drag Queens on Dope : Mr. Fly
- 2004 : 30 Miles : Anthony
- 2005 : Don't Give Me the Finger : Ross
- 2016 : 31 : Panda Thomas

### comme réalisateur
- 1990 : Angels of the City
- 1991 : Quiet Fire
- 1996 : Los Angeles Heat ("L.A. Heat") (série TV)

### comme compositeur
- 1990 : Angels of the City